# Томасевич, Пётр Васильевич
Пётр Васильевич Томасевич (8.4.1924 — 23.2.1984) — советский военнослужащий, участник Великой Отечественной войны, Герой Советского Союза, командир взвода 795-го стрелкового полка 228-й стрелковой дивизии 53-й армии 2-го Украинского фронта, старший сержант.

## Биография
Родился 8 апреля 1924 года в городе Одессе в семье рабочего. Русский. Член КПСС с 1953 года. Воспитанник первого государственного показательного Детского городка имени Коминтерна. Окончил 7 классов, ремесленное училище по специальности электрика. По распределению уехал Джамбульскую область Казахстана. В 1942 году окончил Джамбульское железнодорожное училище.
В 1942 году, приписав себе год, добровольцем ушёл в Красную Армию через Джамбульский райвоенкомат. В действующей армии с января 1943 года. Воевал на 2-м и 3-м Украинских фронтах. В августе 1943 года был ранен, вернулся в строй. После госпиталя воевал в составе 795-го стрелкового полка 228-й стрелковой дивизии, командовал стрелковым взводом. Особо отличился в боях на территории Венгрии при форсировании реки Тиса.
9 октября 1944 года первым вывел свой взвод к левому берегу реки Тиса в районе города Тисафюред, поднял взвод в атаку, выбил противника с позиций, на плечах отступающего врага форсировался реку без потерь и ворвался на правый берег. В бою на захваченном плацдарме был тяжело ранен, но из боя не вышел и продолжал командовать боем. Огнём из автомата и кинжалом уничтожил трёх вражеских солдат. Взвод твёрдо укрепился на захваченных позициях, отбил 4 контратаки и удержал рубеж до подхода остальных подразделений.
Указом Президиума Верховного Совета СССР от 24 марта 1945 года за образцовое выполнение боевых заданий командования на фронте борьбы с немецко-фашистским захватчиками и проявленные при этом мужество и героизм старшему сержанту Томасевичу Петру Васильевичу присвоено звание Героя Советского Союза с вручением ордена Ленина и медали «Золотая Звезда».
На фронт больше не вернулся. После длительного лечения в госпиталях, накануне Победы, был комиссован.
Работал на заводе имени Январского восстания. В 1968 году окончил Одесское мореходное училище рыбной промышленности. Больше четверти века работал на судах Черноморского морского пароходства: кочегар, моторист, механик, с 1970 года — первый помощник капитана, работал на судах «Нововоронеж», «Агостиньо Нетто», «Сальвадор Альенде», «Саяны», «Капитан Смирнов». Удостоен звания «Почётный работник Морского флота».
Только в 1961 году узнал, что за бой на Тиссе ему присвоено высокое звание Героя Советского Союза.
Жил в городе-герое Одесса. Скончался 23 февраля 1984 года. Похоронен в Одессе на 2-м Христианском кладбище.
Награждён орденом Ленина, медалями.
Его имя увековечено на Доске Героев на Театральной площади в Одессе и на стеле «Крылья Победы», возведённой в честь 40-й годовщины освобождения Одессы. На здании юридического колледжа Национального университета «Одесская юридическая академия» установлена мемориальная доска.